# Solanum velutissimum
Solanum velutissimum är en potatisväxtart som beskrevs av Henry Hurd Rusby. Solanum velutissimum ingår i släktet skattor som ingår i familjen potatisväxter. Inga underarter finns listade i Catalogue of Life.